# Léo Ramos (cantor)
Leonardo Ramos ou Léo Ramos (Genebra, 1 de novembro de 1987) é um cantor, guitarrista, Produtor musical, YouTuber e compositor brasileiro. Ele participou de várias bandas durante sua carreira como musicista, dentre as mais influentes estão 2OIS, Supercombo, e a recém-criada Scatolove. Em 2007 ajudou a fundar a banda Supercombo, considerada um dos maiores nomes do novo rock nacional, da qual é vocalista até os dias atuais. Dentre as músicas mais famosas produzidas por Leonardo na banda Supercombo estão: Piloto Automático e Amianto do álbum Amianto, que somam mais de 33 milhões de visualizações no YouTube. Este também é um produtor musical, produzindo músicas para bandas como Oficina G3 e Medulla. Já participou de programas como Pipocando Música de Junior Lima e foi comentarista do Grammy Awards de 2018 na TNT Brasil.

## Biografia

### 2007 - presente: carreira com Supercombo
Nascido em Genebra, mas criado em Vitória, é um dos líderes, guitarrista e vocalista da Supercombo. Leonardo, em 2006, havia formado uma banda, junto com o musicista Marcel Klaczko, chamada AlexKid Music que buscava misturar influências diversas. O nome da banda foi baseado no personagem Alex Kidd, e o nome atual Supercombo deriva-se de "Combo", palavra que é comumente utilizadas em videogames de luta.
Em 2007, a Supercombo lançou seu primeiro álbum nomeado “Festa?”, que continha algumas músicas da antiga banda e algumas produzidas para a Supercombo.
Por volta de 2010, a banda lança o EP "Supercombo" e um ano depois (2011) a banda lança seu segundo álbum "Sal Grosso" que abriu novas portas para banda, tendo músicas como "Saco Cheio", "Faz Parte" e "Vê Se Não Morre", sendo sucesso.
Mas a banda só se consolidou no mercado de rock brasileiro em 2014, com o lançamento de seu terceiro álbum "Amianto", que contém os maiores sucessos do grupo até hoje, como "Piloto Automático", "Sol da Manhã" e "Amianto", que somam aproximadamente 40 milhões de visualizações em seus clipes no YouTube.
Em 2015, a banda participou da 2ª temporada do programa Superstar e chegaram a 10ª colocação do mesmo.
Em 2016, participou de grandes festivais como Lollapalooza, Planeta Atlântida e João Rock. No mesmo ano lançaram o álbum intitulado "Rogério", que contou com diversas participações especiais, como a da cantora Negra Li (na música "Lentes"); Lucas Silveira, cantor e guitarrista da Fresno (na música "Bomba Relógio"); Gustavo Bertoni, cantor e guitarrista da Scalene (na música "Grão de Areia"); Emmily Barreto, cantora da Far From Alaska (na música "A Piscina e o Karma"); Sérgio Britto, cantor, tecladista e baixista da Titãs (na música "Eutanásia").
Em 2017 a banda anunciou que iria participar da trilha sonora do seriado Juacas. Criando uma faixa especial para o seriado intitulada "Dropo o Mundo".

### 2008 - 2014: carreira com 2OIS
A banda foi criada em meados de 2008, quando Leonardo conheceu a vocalista e guitarrista General Sih através da internet. A banda surgiu com o nome de "Painel de Controle" e ganhou uma edição do programa Astros, vitória que alavancou a banda garantindo a eles uma assinatura com a gravadora Lua Music.
Dois anos depois, a banda lançou seu primeiro e único álbum de estúdio, intitulado "A Quarta Ponte", possuindo músicas como "O Astronauta", "Ciúmes do Tamanho do Planeta Terra" e "Me Sinto um Repolho". A banda fez diversos shows, mas chegou ao fim em 2014.

### 2016 - presente: carreira com Scatolove
Em meados de 2016, Leonardo anunciou que está trabalhando em um novo projeto com a cantora e compositora Isa Salles, participante da música "Amor Entre Dois Diferentes" de Supla, nomeado "Scatolove". Em abril de 2018 a banda lançou seu primeiro disco de estúdio, nomeado "Lei de Muffin". Dentre as doze músicas que estão incluídas no álbum "Vitrine", "Surfing the Clouds", "Terminal", "Inbox", "Princesa", "Ferro Velho", "Calabouço" e "O Tiro" foram as que mais se popularizaram mas todas conseguiram grande popularidade, chegando ao "Brazil Viral 50" do Spotify na semana de lançamento e conseguindo milhares de visualizações em seus clipes oficiais no YouTube.

## Prêmios
- 2008 - Ganhador do Astros (2OIS)

## Discografia

### Discografia com 2OIS
- A Quarta Ponte (2010)

### Discografia com Supercombo
- EP (2010)
- Festa? (2007)
- Sal Grosso (2011)
- Amianto (2014)
- Rogério (2016)
- Adeus, Aurora (2019)
- Remédios (2023)

### Discografia com Scatolove
- Lei de Muffin (2018)
- Cavalice no País das Maravilhas - Episódio 1 (2020)

### Discografia solo
- Montanha Rústica (2021)

## Participações em outros projetos
- 2010: Tópaz - III (Produção Musical)[16]
- 2011: R. Sigma - EP Borboletas (Produção Musical)[16]
- 2012: Tópaz - Onze Nós (Produção Musical)
- 2013: Oficina G3 - Histórias e Bicicletas (Produção Musical)[17]
- 2016: Medulla - O Deus e o Átomo (Produção Musical)[4]
- 2016: VInDa - O Amor É Minha Riqueza (Produção e Participação)[18]
- 2016: Elektra - De Volta Na Terra (Produção e Participação(Música Memória Seletiva))[19]
- 2018: Projeto Rivera - Eu Vejo Você (Produção do disco e Participação na música “Varanda”)
- 2023: Mauro Henrique - Forma (Ao vivo Hard Rock Café) - (Participação na música "Monstros")